# Izmir Basmane
Izmir Basmane – stacja kolejowa w Izmirze, w prowincji Izmir, w Turcji. Stacja posiada 3 perony. Znajduje się tu również stacja metra.